# Мирный (Тихорецкий район)
Мирный — посёлок в Тихорецком районе Краснодарского края России. Входит в состав Братского сельского поселения.

## Население
| 2002 | 2010 |
| ---- | ---- |
| 563  | ↘536 |

## Улицы
| - ул. Дальняя, - ул. Звёздная, - ул. Коммунальная, - ул. Красноармейская, - ул. Мира, - ул. Новая, - ул. Рабочая, | - ул. Российская, - ул. Садовая, - ул. Степная, - ул. Хлеборобная, - ул. Школьная, - ул. Южная. |